# Iraționalism
Iraționalismul sau antiintelectualismul este o doctrină care respinge cunoașterea realității pe calea rațiunii și susține primatul intuiției, instinctului și trăirii asupra cunoașterii științifice raționale.
Iraționalismul este o concepție antiștiințifică în filozofie care subapreciază sau neagă rolul rațiunii. 
Prin iraționalism se înțelege, de asemenea, orice încercare de a diminua rolul rațiunii într-un anumit domeniu al cunoașterii. De exemplu, în științele naturale, iraționalismul se referă la acordarea unui rol mai important hazardului și incertitudinii decât determinismului cauzal, în timp ce în științele sociale, iraționalismul este asociat cu relativizarea cunoștințelor științifice interpretate ca fiind credințe create de o societate sau de o anumită civilizație umană.
S-a convenit să se facă distincția între două mari categorii de iraționalism: 
1. doctrinele care susțin că rațiunea nu poate determina cunoașterea realității (sau că nu poate ajunge decât la cunoașterea unei părți a realității), pentru că realitatea este incognoscibilă așa cum susțin scepticii (Pyrrhon, Hume), agnosticii, sofiștii, idealiștii, kantienii, pozitiviștii etc.;
2. doctrinele care susțin că rațiunea nu poate determina cunoașterea realității (sau că nu poate ajunge decât la cunoașterea unei părți a realității), pentru că realitatea nu poate fi cunoscută prin rațiune, ci prin alte moduri de cunoaștere, în special prin intuiție sau „simțul interior”, poziție susținută de gânditorii mistici (Eckhart, Böhme), neoplatonicienii (Plotin, Paracelsus), filosofii idealiști (Schelling) și spiritualiștii (Bergson).

Cu toate acestea, în măsura în care depreciază rolul rațiunii în procesul cunoașterii, cea de-a doua categorie de iraționalism este desemnată cel mai des prin acest termen.